# 天主教奇瓦瓦總教區
天主教奇瓦瓦總教區（拉丁語：Archidioecesis Chihuahuensis）是羅馬天主教以墨西哥西北部城市奇瓦瓦為中心的一個總教區，下轄五個教區。成立於1891年6月23日，1958年11月22日升為總教區。
2006年有教友1,176,000人，佔轄區總人口89.0%。教區下轄五十九個堂區，有131名司鐸。現任教區總主教為康斯坦西奧·米蘭達·魏克曼。